# Great Isaac Cay
Great Isaac Cay est une petite caye appartenant administrativement au district de Bimini. Elle est située à environ 32 km au nord-est de celles-ci.
Sa caractéristique la plus importante est la présence d'un phare érigé en 1859.